# Beaufort-Blavincourt

Beaufort-Blavincourt este o comună în departamentul Pas-de-Calais, Franța. În 1 ianuarie 2022 avea o populație de 404 de locuitori.